# 古賀葵
古賀 葵（こが あおい、1993年8月24日 - ）は、日本の女性声優。佐賀県出身。81プロデュース所属。

## 来歴

### 生い立ち
幼少期に『おかあさんといっしょ』（NHK Eテレ）などの人形劇を好んで見ており、「人形たちと仲良くなりたい」と思っていた。当時は声優という存在を認識していなかったものの、これが声優業界との出会いになった。
小学生に入ると、『カードキャプターさくら』や『おジャ魔女どれみ』などのテレビアニメに親しんだ。小学3、4年生くらいの時、見ていたアニメ番組にアフレコ現場を紹介するコーナーがあり、それを見て声優という職業を知り、興味を持った。
小学生から中学生の時期になるにつれて「まだアニメを見てるの？」という空気感があり、声優について興味があることを言い出しづらい雰囲気があり、仲の良い友人にも打ち明けられずひた隠しにしながら過ごしていた。冗談で「声優になったら良いじゃん！」と言われることがあったが、そういう時は「なれないよ〜」と言いつつ、しっかり真に受けていたという。「からかわれるかも」との理由から声優への夢は胸にしまって、夢を聞かれると、美容師、ペットのトリマーなど、周囲に合わせていた。周囲に言い出せなかった理由は引っ込み思案であったからであるといい、自分の意見を伝えるのがすごく苦手で学校でも人前での発表、音読が苦手であった。そんな自分を嫌だなと感じる一方、アニメのキャラクターたちは色々な個性を持ち自由に生きており、そのことをすごく羨ましく思ったという。声優になったらそれが体験できるではと思ったのも、その道に憧れた理由のひとつかもしれないと語っている。
中学生時代はソフトボール部に所属していたが、あまり上手ではなかったと語っている。

### 声優として
高校3年生の進路を決める際、家族に打ち明けたが、職業としての声優にピンときていない両親に説明していたところ、「東京へ行かせるのは不安」と言われ、高校卒業後は、東京の声優養成所や専門学校に行きたいという思いもあったが断念。列車で佐賀から代々木アニメーション学院福岡校声優タレント科に通い、2014年3月に卒業した。
その後単身上京し、81プロデュースの声優養成機関である81ACTOR'S STUDIOに入所。上京後は専門学校の友人とルームシェアして、当時は全然仕事がなく、スポーツジムの受付、コールセンター、コンビニのアルバイトばかりしていた。2014年、ゲーム『封印勇者!マイン島と空の迷宮』で声優デビュー。 2015年4月から81プロデュースに所属。事務所所属と同時期にTwitterアカウントを開設した。7月、『六花の勇者』第2話でテレビアニメ初出演。
2017年、『つうかあ』の宮田ゆり役で主演（田中あいみとのダブル主演）。古賀自身は、この作品が初主演であると発言している。
2019年、『かぐや様は告らせたい〜天才たちの恋愛頭脳戦〜』に四宮かぐや役で主演したことで脚光を浴びる。同年に公開された実写映画版にも、映画館スタッフの古賀葵役として登場し、実写映画初出演を果たした。
2020年3月6日、小原好美とともにパーソナリティを務めるインターネットラジオ『告RADIO ROAD TO 2020』が第6回アニラジアワード「BEST FEMALE RADIO 最優秀女性ラジオ賞」を受賞。3月7日、第14回声優アワード主演女優賞を受賞した。
4月25日、TOKYO FMにて自身がパーソナリティを務める『羽多野渉と古賀葵 コエ×コエ』の放送が開始した。
2020年12月、ニュータイプアニメアワード2019 - 2020において声優賞（女性）を受賞し、『かぐや様は告らせたい？〜天才たちの恋愛頭脳戦〜』で古賀が演じた四宮かぐやもキャラクター（女性）を受賞している。

## 人物
愛称は、「あおちゃん」、「古賀ちゃん」、フルネームから2字を取った「がおちゃん」、深川芹亜や桑原由気が用いる「コガイン」、「こがいん」、主に花守ゆみりが用いる「姫」「葵姫」など。
小学校の頃は兄とよく喧嘩をしており、兄に勝ちたいがために近くの公民館で開かれていた柔道教室に通っていたが、兄も一緒に通うことになってしまったため、結局負けてしまったという。

### 嗜好
好きな食べ物は、卵、トマトケチャップ、オムライス、ポン酢ご飯、ポン酢、するめ、カンパチ、梅干し。苦手な食べ物は辛いもの。
好きなミュージシャンはYUI、阿部真央、伊藤かな恵、HYなど。
お金がなかった下積み時代には、ご飯にポン酢を掛けただけの「ポン酢ご飯」を食べていた。このことを『アニゲー☆イレブン！』などの番組で取り上げられて以降、ファンから様々な種類のポン酢が届くようになった。現在でも鍋料理や豚の生姜焼きにポン酢を愛用している。一番好きなポン酢はレモンポン酢。

### 趣味
趣味は古民家・神社・城巡り、一人カラオケ、マンホールの蓋鑑賞。
父の影響で古い町並みを見るのが好きになり、幼少期から佐賀歴史民俗館をよく訪れていた。現在でも、休日には鎌倉や川越に赴くことがある。
カラオケの十八番は、伊藤かな恵の「オーロラ」、HYの「Song for…」、B'zの「イチブトゼンブ」「BANZAI」など。
地方に行った際には、ご当地マンホールやキャラクターがデザインされたマンホールを探し、写真に収める。普段の生活でもマンホールを見逃さないように注意して歩いている。
地元が九州のため、プロ野球は福岡ソフトバンクホークスのファン。好きな選手は甲斐拓也で『甲斐キャノン』を決めた際のドヤ顔とベンチ内での無邪気な顔のギャップが好きとの事。
2022年3月15日、映像番組からの「新・古賀葵のこがさんぽ。第14回最終回」にて、マンホールカード第13弾までの合計717枚の全てのカードをコンプリート。配布終了や配布中止などのカードも多くの視聴者によって集まる。また、この時までの最新第14弾のカードも一部送られこれらもファイリングされている。
2022年5月より、テレビ朝日「まんが未知」内の企画により小学館・週刊コロコロコミックにて漫画『マンホール戦記アオイ』の原案を担当している。

### 特技
特技はドラム演奏、歌を歌うこと、高齢男性の物真似。
ドラムは中学生のときから習い始め、高校では軽音部に所属していた。テレビアニメ『天使の3P!』では別の役でオーディションを受けていたが、ドラムが演奏できるということもあり、ドラム担当の金城そら役に起用された。 同アニメのイベントではバンド「Baby’s breath」の一員として、実際にドラム演奏を披露した。

### 交友関係
事務所の同期に望田ひまり、南早紀、朝日奈丸佳がいる。
自身がパーソナリティを務めるインターネットラジオ『天華百剣 -斬- ラヂオ』では、古賀と仲の良い声優をゲストに迎え、古賀のやりたいことをやる「古賀フェス」を不定期に開催している。過去の「古賀フェス」のゲストは、桑原由気、小原好美、大野柚布子、花守ゆみり。
『魔法少女？なりあ☆がーるず』で共演した桑原とは、一緒に東京ディズニーランドに行き、そこで「女の子とキスがしたい」と相談されるほどの仲である。

### 人物評
『かぐや様は告らせたい〜天才たちの恋愛頭脳戦〜』の原作者である漫画家・赤坂アカは、「刺さる演技が出来る人」などと古賀を高く評価している。

## 出演
太字はメインキャラクター。

### テレビアニメ
2015年
- 六花の勇者（女）
- 終物語（クラスメイト）
- ジュエルペット マジカルチェンジ（みぞれ、男の子）
- 櫻子さんの足下には死体が埋まっている（マリ）

2016年
- 僕だけがいない街
- ベイブレードバースト（2016年 - 2018年、小木桃子、ホウジの弟、少年B、審判役、ハニー・グッテン 他） - 2シリーズ
- アイカツスターズ!（2016年 - 2018年、芦田有莉、上級生、飴󠄀宮愛理、貝山海美、リスト ユーリ 他）
- キズナイーバー（女子生徒A）
- 少年アシベ GO! GO! ゴマちゃん（ユミコ、リャンリャン、ネコ、ミニイエティのママ）
- 坂本ですが?（女子生徒）
- プリパラ（女の子）
- 魔法少女?なりあ☆がーるず（はなび）
- 境界のRINNE（女子生徒B）
- ジョジョの奇妙な冒険 ダイヤモンドは砕けない（アケミ）

2017年
- AKIBA'S TRIP -THE ANIMATION-（客B）
- カブキブ!（女子生徒）
- アトム ザ・ビギニング（女子大生A、学生3、元加治リカ）
- 潔癖男子!青山くん（女子生徒、委員長、りーたん、有賀彩香、財前幼少 他）
- 18if（女子A、ぽてち〈野良猫〉、松岡美久、級友女子）
- 天使の3P!（金城そら）
- アイドルタイムプリパラ（かおり）
- 恋と嘘（木崎）
- つうかあ（宮田ゆり）
- アニメガタリズ（女子、陸上部員、アニメファン）
- ネト充のススメ（女子美容師）
- URAHARA（群衆）
- ドリフェス!R（女性）

2018年
- 弱虫ペダル GLORY LINE（観客）
- デュエル・マスターズ（子供B、タマタンゴ・パンツァーA）
- 魔法少女サイト（クラスメート青野、小波ゆう、明日実由佳、女子生徒A、虹海の弟 他）
- ブラッククローバー（エレーヌ・バーバリー）
- 多田くんは恋をしない（イベントスタッフ、生徒）
- アイカツフレンズ!（アイドル）
- かくりよの宿飯（店員、管子猫A、文通式、一つ目の子供・妹、仲居D 他）
- カードファイト!! ヴァンガード（オラクルガーディアン ジェミニ）
- はるかなレシーブ（観客2）
- ハイスコアガール（書記）
- バキ（カップル女A）
- ゆらぎ荘の幽奈さん（受付嬢）
- メジャーセカンド（東斗ボーイズ 弓削）
- Back Street Girls -ゴクドルズ-（さちこ）
- キラッとプリ☆チャン（2018年 - 2019年、女子生徒、女子）
- キラキラハッピー★ ひらけ!ここたま（とくしまひびき）
- 寄宿学校のジュリエット（女子生徒、少女、男の子）
- 宇宙戦艦ティラミスII（孫）
- 風が強く吹いている（女子高生）
- 叛逆性ミリオンアーサー（女子学生）
- やがて君になる（女子生徒）
- ゾンビランドサガ（2018年 - 2021年、天吹万梨阿） - 2シリーズ
- 抱かれたい男1位に脅されています。（アイドルM）

2019年
- 同居人はひざ、時々、頭のうえ。（女性B、男の子、飼い主②）
- かぐや様は告らせたい〜天才たちの恋愛頭脳戦〜（2019年 - 2023年、四宮かぐや） - 3シリーズ + 特別編
- 荒野のコトブキ飛行隊（ベティ、看護師）
- えんどろ〜!（子ども）
- Fairy gone フェアリーゴーン（チマ） - 2シリーズ
- 賢者の孫（クリスティーナ＝ヘイデン）
- フルーツバスケット（ヒロインっぽい人）
- ぼくたちは勉強ができない（ミクニ） - 2シリーズ
- KING OF PRISM -Shiny Seven Stars-（女子）
- ワンパンマン（女性職員）
- 炎炎ノ消防隊（ミカコ）
- からかい上手の高木さん（2019年 - 2022年、パッツン） - 2シリーズ
- まちカドまぞく（2019年 - 2022年、犬のお姉さん、女性ナレーション） - 2シリーズ
- 女子高生の無駄づかい（不動産、女生徒）
- とある科学の一方通行（ナル）
- ダンジョンに出会いを求めるのは間違っているだろうかII（リナ）
- 慎重勇者〜この勇者が俺TUEEEくせに慎重すぎる〜（エルル）
- 旗揚!けものみち（セリス）
- アイカツオンパレード!（芦田有莉、リスト ユーリ、迷子の少女）
- 天華百剣 〜めいじ館へようこそ!〜（稲葉郷）
- あひるの空（2019年 - 2020年、はるた、タマ）
- ライフル・イズ・ビューティフル（2019年 - 2020年、蜂郷るり）

2020年
- ダーウィンズゲーム（志藤アカネ）
- ＜Infinite Dendrogram＞-インフィニット・デンドログラム-（少年）
- 推しが武道館いってくれたら死ぬ（同僚、司会）
- ゾイドワイルド ZERO（フィオナ皇帝）
- 恋する小惑星（伊部小百合）
- アラド:逆転の輪（ダナ・ドナテール、オウ・テンサイ〈幼少期〉）
- 恋とプロデューサー〜EVOL×LOVE〜（ユイ）
- ド級編隊エグゼロス（保谷千夜）
- とある科学の超電磁砲T（ナル）
- アクダマドライブ（女の子）

2021年
- ワンダーエッグ・プライオリティ（瑞希）
- ホリミヤ（2021年 - 2023年、奥山有菜） - 2シリーズ
- 究極進化したフルダイブRPGが現実よりもクソゲーだったら（結城楓）
- 異世界魔王と召喚少女の奴隷魔術Ω（ロゼ）
- ぼくたちのリメイク（志野亜貴）
- かげきしょうじょ!!（城花るり）
- 戦乙女の食卓II（ロザリア・アリーン）
- 月が導く異世界道中（ネリエ）
- 古見さんは、コミュ症です。（2021年 - 2022年、古見硝子） - 2シリーズ
- ブルーピリオド（山本）
- 先輩がうざい後輩の話（月城モナ）
- さんかく窓の外側は夜（カナ）
- ビルディバイド（2021年 - 2022年、棟梨ひより） - 2シリーズ
- 鬼滅の刃 無限列車編（竈門六太）
- 境界戦機（西村カエデ）
- 180秒で君の耳を幸せにできるか?（カナコ）
- 幼女社長（野ワニ）

2022年
- くノ一ツバキの胸の内（アジサイ）
- シャインポスト（ナターリャ）
- 咲う アルスノトリア すんっ!（万德姫、ラジ）
- はたらく魔王さま!!（清水真季）
- 勇者パーティーを追放されたビーストテイマー、最強種の猫耳少女と出会う（ミナ）
- 不滅のあなたへ（2022年 - 2025年、ポコア、アイコ） - 2シリーズ

2023年
- もういっぽん!（天音恵梨佳）
- ひろがるスカイ!プリキュア（2023年 - 2024年、エルちゃん / プリンセス・エル / キュアマジェスティ）
- 便利屋斎藤さん、異世界に行く（モーロックの娘）
- マッシュル-MASHLE-（2023年 - 2024年、ラブ・キュート） - 2シリーズ
- Fate/strange Fake（2023年 - 2025年、繰丘椿） - 2シリーズ
- SYNDUALITY Noir（2023年 - 2024年、ノワール、ミステル） - 2シリーズ
- でこぼこ魔女の親子事情（アリッサ）
- 16bitセンセーション ANOTHER LAYER（秋里コノハ）
- 経験済みなキミと、経験ゼロなオレが、お付き合いする話。（黒瀬海愛）
- カノジョも彼女（星崎理沙）
- 幼女社長R（野ワニ）

2024年
- 魔法少女にあこがれて（阿良河キウィ / レオパルト）
- ささやくように恋を唄う（水口未希）
- 天穂のサクナヒメ（ゆい）
- SHY 東京奪還編（華輪紅）
- わんだふるぷりきゅあ!（エル）
- この世界は不完全すぎる（キノシタ）
- 嘆きの亡霊は引退したい（ルシア・ロジェ、キルキル君）
- Re:ゼロから始める異世界生活 3rd season（2024年 - 2025年、百八十四番、シルフィ） - 2シリーズ
- 魔王2099（メイ）

2025年
- ギルドの受付嬢ですが、残業は嫌なのでボスをソロ討伐しようと思います（ルルリ・アシュフォード）
- 悪役令嬢転生おじさん（リュカ・ヴィエルジ）
- マジック・メイカー 〜異世界魔法の作り方〜（ブリジット）
- 没落予定の貴族だけど、暇だったから魔法を極めてみた（フローラ）
- 花は咲く、修羅の如く（香玲）
- 九龍ジェネリックロマンス（楊明）
- mono（霧山アン、巫女）
- 忍者と殺し屋のふたりぐらし（草隠まお）
- ウィッチウォッチ（花岡）
- TO BE HERO X（ワン・ノノ）
- 帝乃三姉妹は案外、チョロい。（帝乃二琥）

2026年
- カナン様はあくまでチョロい（高潔カナン）

### 劇場アニメ
2016年
- アクセル・ワールド INFINITE∞BURST（アナウンサー）
- かっちけねぇ!（カフェ店員）
- 劇場版アイカツスターズ!（言問）

2017年
- ずんだホライずん（沖縄あわも）
- 劇場版 Fate/stay night [Heaven's Feel]（2017年 - 2019年、子供〈男〉 他） - 2作品

2019年
- ラブライブ!サンシャイン!! The School Idol Movie Over the Rainbow（女子生徒）

2020年
- 思い、思われ、ふり、ふられ（アヤ）
- 劇場版 鬼滅の刃 無限列車編（竈門六太）

2021年
- プリンセス・プリンシパル Crown Handler（2021年 - 2023年、アンジェ） - 3作品

2022年
- 劇場版 からかい上手の高木さん
- 映画 ゆるキャン△（女子高生）

2023年
- 映画 プリキュアオールスターズF（エルちゃん / プリンセス・エル / キュアマジェスティ）

2024年
- 大室家（高崎みさき） - 2作品
- わんだふるぷりきゅあ!ざ・むーびー! ドキドキ♡ゲームの世界で大冒険!（エルちゃん / プリンセス・エル / キュアマジェスティ）

2025年
- 映画 キミとアイドルプリキュア♪ お待たせ!キミに届けるキラッキライブ!（エルちゃん / プリンセス・エル / キュアマジェスティ）

### OVA
2010年代
- 12歳。（2015年、女子4）
- 嫌な顔されながらおパンツ見せてもらいたい（2018年、棚橋美鈴）

2020年代
- ストライク・ザ・ブラッド IV（2020年、女子高生）
- ド級編隊エグゼロス（2020年、保谷千夜） - コミックス第11巻アニメBD同梱版
- かぐや様は告らせたい?〜天才たちの恋愛頭脳戦〜（2021年、四宮かぐや） - コミックス第22巻OVA付き同梱版
- プリンセス・プリンシパル Crown Handler 完全新作OVA（2021年 - 2022年、アンジェ） - 2作品

### Webアニメ
2010年代
- カラダ探し（2017年、校内アナウンス）
- モンスターストライク（2019年、メアリー）
- 天体のメソッド（2019年、観光客）
- 斉木楠雄のΨ難 Ψ始動編（2019年、女子生徒A）

2020年代
- 幼女社長（2021年 - 2023年、野ワニ） - 2シリーズ
- 人形学園（2022年、ロザリア）
- 鎮西八郎為朝（2022年 - 2023年、男の子、春）
- 賭ケグルイ双（2022年、佐渡みくら）
- しんでゅありてぃ科学講座（2023年、ノワール、ミステル）
- スコット・ピルグリム テイクス・オフ （2023年)

- Fate/Grand Order 藤丸立香はわからない（2025年、女性カルデア職員2、クリームヒルト）

### ゲーム
2014年
- 俺タワー -Over Legend Endless Tower-（トラロープ、水中切断棒、手動式ライン抹消機）
- 封印勇者！マイン島と空の迷宮（マギア 他）

2015年
- 小林が可愛すぎてツライっ!! ゲームでもキュン萌えMAXが止まらないっ(*´ェ｀*)（学級委員女子、女子高生 他）
- 新約アルカナスレイヤー（リリーア、ティセリア）
- ブレイブリーセカンド

2016年
- アイカツ! フォトonステージ!!（芦田有莉）
- 逆転オセロニア（カーリー）
- くちゅくちゅる（戸川このみ）
- クロノスブレイド（妖狐 他）
- SOUL REVERSE ZERO（アリス・キテラ、メアリ・リード、黄月英）
- ピリオドゼロ（門倉操）
- ベイブレードバースト（小木桃子）

2017年
- 新星抜擢ドライブガールズ（ギャラクサ）
- ベイブレードバースト ゴッド（ハニー・グッテン）
- クイズRPG 魔法使いと黒猫のウィズ（エイミー・キャロル、ホリー・アマナウ）
- 天華百剣 -斬-（稲葉郷）

2018年
- オーディナル ストラータ（アリーシャ）
- 天涯ニ舞ウ、粋ナ花
- ドールズフロントライン（FNP-9、M950A）
- 夜明けのベルカント（エル・ファティマ）
- NARUTO TO BORUTO シノビストライカー（アバターボイス）
- 城姫クエスト（真田氏館、大垣城）
- オトギフロンティア（ユミエル）
- イドラ ファンタシースターサーガ（2018年 - 2020年、タニア、ゾラ、ココロック）
- 刀使ノ巫女 刻みし一閃の燈火（土師景子）

2019年
- アークザラッド R（グレーテ、マーシア）
- アトリエオンライン 〜ブレセイルの錬金術士〜（アマリリス）
- 崩壊3rd（ロザリア・アリーン）
- 白猫テニス（2019年 - 2020年、アナゼ、ミーア）
- ソードアート・オンライン -インテグラル・ファクター-（サーニャ）
- グリモアA〜私立グリモワール魔法学園〜（四宮かぐや）
- モンスターストライク（2019年 - 2024年、ナオヒ、媽祖、アムゼ、四宮かぐや、ルミナス）
- 蒼藍の誓い ブルーオース（プリンス・オブ・ウェールズ、Z39）
- 社長、バトルの時間です!（ユニヴェル・マーニー）
- ワールドフリッパー（ミレス、リュリュカ）
- アクション対魔忍（天宮紫水、ノア・ブラウン）
- 幻獣契約クリプトラクト（2019年 - 2021年、ハミル＝ロァ、イルザ）

2020年
- デスティニーチャイルド（ヴィルーパー）
- キングダムオブヒーロー（リル）
- ステリアデイズ・ウィキッド（メイ・スリーブン）
- とある魔術の禁書目録 幻想収束（ナル）
- フードファンタジー（あずき寒天）
- 原神（2020年 - 2025年、パイモン）
- グランブルーファンタジー（2020年 - 2024年、ミレイユ）
- 天穂のサクナヒメ（ゆい）
- ファンタジア・リビルド（2020年 - 2021年、エンデ、プリメーラ）
- DEAD OR ALIVE Xtreme Venus Vacation (ロベリア)

2021年
- 東方ロストワード
- カルテットファンタジア（アリサ、ローズ）
- 白夜極光（セファー）
- マギアレコード 魔法少女まどか☆マギカ外伝（2021年 - 2022年、入名クシュ）
- ガールズ&パンツァー 戦車道大作戦!（アンジェ）
- 鬼滅の刃 ヒノカミ血風譚（竈門六太）
- ラグナドール 妖しき皇帝と終焉の夜叉姫（真紀奈）
- 白猫プロジェクト（リスティ）
- 御城プロジェクト:RE〜CASTLE DEFENSE〜（メヘラーンガル城）
- メイプルストーリー（ララ）

2022年
- ヘブンバーンズレッド（2022年 - 2025年、國見タマ）
- ユグドラ・レゾナンス（マルル）
- 雀魂（四宮かぐや）
- Fate/Grand Order（2022年 - 2025年、クリームヒルト）
- 英雄伝説 黎の軌跡 II -CRIMSON SiN-（影喰のヨルダ）
- ゼノブレイド3（2022年 - 2023年、イノ、ティアン） - DLC追加キャラクター
- ドルフィンウェーブ（伊澄桐利）
- WAR OF THE VISIONS ファイナルファンタジー ブレイブエクスヴィアス 幻影戦争（リゼット）
- メメントモリ（アイビー）
- 無期迷途（ヘラ）

2023年
- D.C.5 〜ダ・カーポ5〜（八坂可子）
- タワーオブスカイ（ペリーヌ）
- ハツリバーブ（エヴァティ）
- ミステリーレコード（カナリア）
- 対魔忍GOGO!（大真しのぶ）
- 六本木サディスティックナイト（柊トウカ）
- アルカディア（夜ノ森紫穂）

2024年
- D.C.5 Future Link ～ダ・カーポ5～ フューチャーリンク（八坂可子）
- ゴブリンスレイヤー -ANOTHER ADVENTURER- NIGHTMARE FEAST（幼馴染）
- ボンバーガール レインボー（ダァク）
- 学園アイドルマスター（2024年 - 2025年、根緒亜紗里）
- 東方スペルカーニバル（霊烏路空）
- パワフルプロ野球2024-2025（つゆは）
- リルヤとナツカの純白な嘘（羽ヶ崎真璃子）
- ポケモンマスターズEX（ジーナ）
- 魔女のふろーらいふ（ミアナ）
- ラグナドール 妖しき皇帝と終焉の夜叉姫（성주）
- ゴエティアクロス（慾海の喰鬼ヤゾー）
- 天空のアムネジア（高杉晋作）

2025年
- 魔法少女まどか☆マギカ Magia Exedra（入名クシュ）
- エンバーストーリア（ノート）
- ファンタジーライフi グルグルの竜と時を盗む少女（モニカ）
- 龍の国 ルーンファクトリー（ピリカ）
- 新月同行（恒沙）

### ドラマCD
- むか〜し、昔話シリーズvol.2
- 鬼滅の刃「在りし日の兄妹」（竈門六太[189]）
- 継母の連れ子が元カノだった（伊理戸結女） - 小説第5巻 ドラマCD付き特装版[190]
- りりくる はぁと ～LIly LYric cyCLE HEART～ vol.2（天条クララ）

### 吹き替え

#### ドラマ
- 凍てつく楽園 〜夕陽に消えた叫び〜
- NCIS:LA 〜極秘潜入捜査班
- クイーン・メアリー愛と欲望の王宮

#### アニメ
- きかんしゃトーマス（ガブリエラ、猿、ダーシー、クレオ）
- 時光代理人 -LINK CLICK-（リン / 喬苓[191][192]）

### オーディオドラマ
- らじどらッ！〜夜のドラマハウス〜「クリスマス」（2015年）[193]
- 君は優しい流星群（2022年、小学生のアカリ[194]）
- 六本木サディスティックナイト（2022年、柊トウカ[195]）
- 一日百回（くらい）目が合う後輩女子マネージャーが想っていること（2022年、姫咲真耶[196]） - 第1巻特典QRコード
- 幕末動乱美少女伝（2024年、江藤新平）

#### ASMR
- おしごとねいろ ～養護教師編～（2021年、真希野玲香）
- 二保かなめ編 ～いたずらっ娘との過ごし方～（2021年、二保かなめ）
- 添い寝屋ねんねころんにようこそ♪（2021年、えりか[197]）
- 180秒で君の耳を幸せにできるか? 双子ちゃんは左右を同時に癒せるか?（2021年、カナコ）
- 圧倒的添い寝CD 〜とっても優しい義理のお姉ちゃんに甘えて癒されちゃう〜（2022年、義姉ちゃん(麻弥)）※CD表記だがダウンロード専売
- 恋は双子で割り切れない 幼馴染の双子姉妹に両耳同時に癒してもらうASMR（2022年、神宮司那織[198][199]）
- この△ラブコメは幸せになる義務がある。素直になれないツンデレ美少女に耳かきの実験台にされるASMR（2022年、皇凛華[200]）
- かじょサポ ～会社では先輩、家では彼女。お家でも完全サポート～（2022年、高山沙織）
- 〜眠りの書斎 ☁︎ 雨音編〜（2023年）
- かわいいネコには気ニャニャにさせよ ～猫ASMRはじめました～（2023年、アン）
- 後輩の双子に好かれすぎて困っています（2023年、妹）

### ラジオ
※はインターネット配信。
- なりあ☆がーるずの生でラジオもつくるさま（2016年 - 2017年、ニコニコ生放送※）
- つうかあらじお〜二人じゃないとしゃべれない!〜（2017年 - 2018年、音泉※）[201]
- 天華百剣 -斬- ラヂオ（2018年 - 2021年 、YouTube※）[202]
- 平成最後の告RADIO / 令和最初の告RADIO〜powered by 四宮グループ〜 / 告RADIO ROAD TO 2020 / 告RADIO 2020 / 告RADIO 3 / 告RADIO（第4期） （2018年 - 2022年、音泉※）[203]
- 古賀葵のradioclub.jp（2019年、かつしかFM、ニコニコ動画※）
- プリプリ♡秘密レポート すーぱー（2020年 - 、YouTube※）[204]
- 羽多野渉と古賀葵 コエ×コエ（2020年 - 、TOKYO FM、AuDee※）[21]
- のむこがみなみ（2020年 - 2024年、音泉※）[205] - こがらしせんぷうまる名義
- ファンタジア・リビルド　エンデと理乃の「愛した世界を紡ぐラジオ」（2020年 - 2021年 、音泉※）
- 芹澤優と古賀葵のヘブンバーンズレディオ（2022年 - 、文化放送、超!A&G+※）[206]
- 帝乃三姉妹は案外、おしゃべり。（2025年、TOKYO FM）

### 実写映画
- かぐや様は告らせたい〜天才たちの恋愛頭脳戦〜（2019年、映画館スタッフ〈古賀葵〉[18]）
- かぐや様は告らせたい〜天才たちの恋愛頭脳戦〜ファイナル（2021年、司会）

### インターネット配信
- 天使の3Ｐ!ニコ生♪活動日誌（2017年 - 2018年、ニコニコ生放送）
- ルームシェアしちゃいました!〜今夜もぱじゃまぱーてぃ〜（2019年 - 2020年、あにてれ） - 3シリーズ[8][207]
- 古賀葵の羽ばたけ!!ゆめきぼ学園（2020年 - 、ニコニコ生放送）
- YOUDEALヒルズ荘106号室 『古賀葵のこがさんぽ。』（2020年 、ニコニコ生放送）[208]
- 新・古賀葵のこがさんぽ。（2021年 - 2022年、ニコニコ生放送）

### テレビドラマ
- とある金曜日、LINEの中で（2019年9月13日、TOKYO MX） - mika役 ※声の出演[209]
- ボイスII 110緊急指令室（2021年7月17日、日本テレビ） - 村田智子 役[210]

### ナレーション
- バリバラ（2021年4月22日 - 、不定期、NHK Eテレ） - 「ふつうアップデート」ナレーション
- かまいガチ（2021年12月17日、テレビ朝日）

### デジタルコミック
- ENSOKU『勝利の女神だって野球したい!』（2014年、女教師、男の子 他）
- ちゃおチャンネル『メロと恋の魔法』（2019年、メロ）
- ちゃおチャンネル『RIRIA -伝説の家政婦-』（2020年、メイ[211]）
- Book Live『推しが我が家にやってきた』（2020年、小山田すみれ[212]）
- 森山直太朗『カク云ウボクモ』ボイスコミック（2021年、妻[213]）
- ジャンプチャンネル『SAKAMOTO DAYS』（2022年、大佛[214]）
- she is beautiful（2022年、清香[215]）
- マンホール戦記アオイ（2022年、アオイ[216]）
- 妹が女騎士学園に入学したらなぜか救国の英雄になりました。ぼくが。（2023年、スズハ[217]）
- KADOKAWAanime『【朗報】俺の許嫁になった地味子、家では可愛いしかない。』（2023年、朗読[218]）
- 帝国の恋嫁（2023年、リリエル[219]）
- ささやくように恋を唄う（2024年、水口未希[220]）
- アニコミ『負け確定のライバル令嬢に転生したので王子様は諦めます。』（2024年、クラウディア[221]）

### オーディオブック
- さびしがりやのロリフェラトゥ（2019年、常盤桃香）
- 羽月莉音の帝国（2020年、折原沙織）
- 七星のスバル（2020年、空閑旭姫）
- medium 霊媒探偵城塚翡翠（2020年、城塚翡翠[222]）
- これは学園ラブコメです。（2021年[223]、河沢素子[224]）
- 月とライカと吸血姫 3〜7巻（2021年、カイエ・スカーレット[225][226]）
- 最強職《竜騎士》から初級職《運び屋》になったのに、なぜか勇者達から頼られてます 2巻（2022年、サキ[227]）
- invert 城塚翡翠倒叙集（2022年、城塚翡翠[228]）
- invert II 覗き窓の死角（2023年、城塚翡翠[229]）

### CM
- アサヒ飲料「カルピス」ブランド100周年記念ミュージックビデオ×アニメーション企画「タナバタノオト」（2019年6月25日 - 7月5日、YouTube）ミオ[230][231]

### 朗読劇
- 朗読劇『スマホを落としただけなのに』（2019年1月30日・2月3日、銀座博品館劇場） - 加賀谷真美子、加奈子
- 声のプロフェッショナルが奏でるリーディングシェイクスピア『マクベス』（2020年11月27日、サンシャイン劇場） - マクベス夫人 他[232]
- 朗読と能で描く陰陽師と鬼の世界『幽玄朗読舞・KANAWA』（2021年9月5日、銀座博品館劇場） - 鬼女[233]
- 朗読劇「君の膵臓をたべたい」（2022年12月10日・11日、ニッショーホール） - 滝本恭子[234]
- 音楽朗読劇「四月は君の嘘」（2023年4月2日、飛行船シアター、夜公演） - 宮園かをり
- 朗読劇『ドリアン・グレイの肖像』
- 朗読劇『ROOM』（2024年5月19日、こくみん共済 coop ホール/スペース・ゼロ）[235]
- リーディングホラー『親指さがし』（2024年7月7日、シアター1010） - 田所由美[236]
- ノサカラボ朗読劇『アルセーヌ・ルパン #4 カリオストロ伯爵夫人』（2024年9月1日、大手町三井ホール） - クラリス[237]
- 岩井秀人（WARE）プロデュース『いきなり本読み！Voices』（2025年8月8日〈予定〉、草月ホール）[238]

### その他コンテンツ
- BPフェアリーズ （2016年、小諸アキ[239]）
- アクアプラス情報局 かえるじゃーなる（2017年、モコア[240]）
- 温泉むすめ（2017年、観音登世実[241][242]）
- PV『継母の連れ子が元カノだった』（2019年、伊理戸結女[243]）
- ほっぺポムリス（2021年、ベリー[244]）
- 魔法少女リズとナルビーの日常（2021年、リズ[245]）
- TRUE WIRELESS STEREO EARPHONES アニメ『古見さんは、コミュ症です。』モデル（2021年、古見硝子[246]）
- PV 『この△ラブコメは幸せになる義務がある。』（2022年、皇凛華[247]）
- シャープ「COCORO VOICE」空気清浄機・ホットクック・ヘルシオ用カスタムボイス（2023年、プリンセス・エル / キュアマジェスティ[248]）

## ディスコグラフィ

### キャラクターソング
| 発売日         | 商品名                                                                                             | 歌 | 楽曲 | 備考                                                                                     |
| -------------- | -------------------------------------------------------------------------------------------------- | --- | --- | ---------------------------------------------------------------------------------------- |
| 2016年8月24日  | We are なりあ☆がーるず                                                                             | なりあ☆がーるず | 「We are なりあ☆がーるず」                                                                                                 | テレビアニメ『魔法少女？なりあ☆がーるず』オープニングテーマ                              |
| 2016年8月24日  | We are なりあ☆がーるず                                                                             | なりあ☆がーるず | 「めざせ！国民的キャラ」                                                                                                   | テレビアニメ『魔法少女？なりあ☆がーるず』エンディングテーマ                              |
| 2017年7月26日  | 羽ばたきのバースデイ                                                                               | Baby's breath | 「羽ばたきのバースデイ」                                                                                                   | テレビアニメ『天使の3P!』オープニングテーマ                                              |
| 2017年7月26日  | 羽ばたきのバースデイ                                                                               | Baby's breath | 「BLUE TEARS」 | テレビアニメ『天使の3P!』関連曲                                                          |
| 2017年8月23日  | 楔                                                                                                 | Baby's breath | 「楔」 | テレビアニメ『天使の3P!』エンディングテーマ                                              |
| 2017年8月23日  | 楔                                                                                                 | Baby's breath | 「Baby's place」 | テレビアニメ『天使の3P!』関連曲                                                          |
| 2017年9月27日  | TVアニメ『天使の3P!』Three Angels Complete Album ♪                                                 | Baby's breath | 「深海プリズナー」 「HOWLING」 「大切がきこえる」 「INNOCENT BLUE」 「ファーストテイク」 「大切がきこえる 双龍島アレンジ」 | テレビアニメ『天使の3P!』挿入歌                                                          |
| 2017年9月27日  | TVアニメ『天使の3P!』Three Angels Complete Album ♪                                                 | Baby's breath | 「モノクローム果樹園」 | テレビアニメ『天使の3P!』関連曲                                                          |
| 2017年10月3日  | 天使の3P! BD・DVD第1巻特典CD                                                                       | Baby's breath | 「STAND UP!」 | テレビアニメ『天使の3P!』関連曲                                                          |
| 2017年10月25日 | Angelica Wind                                                                                      | Void_Chords feat. 宮田ゆり（古賀葵）&目黒めぐみ（田中あいみ）                                                                              | 「Angelica Wind」 | テレビアニメ『つうかあ』エンディングテーマ                                               |
| 2017年10月25日 | Angelica Wind                                                                                      | Void_Chords feat. 宮田ゆり（古賀葵）&目黒めぐみ（田中あいみ）                                                                              | 「Feel your breath」 | テレビアニメ『つうかあ』関連曲                                                           |
| 2017年11月2日  | 天使の3P! BD・DVD第2巻特典CD                                                                       | Baby's breath | 「LOVER SOUL」 | テレビアニメ『天使の3P!』関連曲                                                          |
| 2017年12月2日  | 天使の3P! BD・DVD第3巻特典CD                                                                       | Baby's breath | 「Believe In…Myself」 | テレビアニメ『天使の3P!』関連曲                                                          |
| 2018年5月3日   | Brand New Stage                                                                                    | Baby's breath. | 「Brand New Stage」 「Hail to reason」                                                                                     | テレビアニメ『天使の3P!』関連曲                                                          |
| 2019年4月17日  | 百華繚乱                                                                                           | 稲葉郷（古賀葵）、岡田切吉房（杉浦しおり）、徳善院貞宗（富田美憂）                                                                         | 「祭り恋し夢のあと」 | ゲーム『天華百剣 -斬-』関連曲                                                            |
| 2019年4月17日  | 百華繚乱                                                                                           | 稲葉郷（古賀葵） | 「「茶房でわいわい系」おしゃべりタイム♪」                                                                                  | ゲーム『天華百剣 -斬-』関連曲                                                            |
| 2019年8月19日  | Nexus                                                                                              | アナゼ（古賀葵） | 「Nexus」 | ゲーム『白猫テニス』関連曲                                                               |
| 2020年3月25日  | かぐや様は告らせたい？〜天才たちの恋愛頭脳戦〜 キャラクターソング01                                | 四宮かぐや（古賀葵） | 「答え合わせ」 | テレビアニメ『かぐや様は告らせたい?〜天才たちの恋愛頭脳戦〜』関連曲                      |
| 2020年4月8日   | Nowhere Land                                                                                       | アンジェ（古賀葵）、プリンセス（関根明良）、ドロシー（大地葉）、ベアトリス（影山灯）、ちせ（古木のぞみ）                                   | 「Nowhere Land」 | 劇場アニメ『プリンセス・プリンシパル Crown Handler』エンディングテーマ                   |
| 2020年4月8日   | Nowhere Land                                                                                       | アンジェ（古賀葵）、プリンセス（関根明良）、ドロシー（大地葉）、ベアトリス（影山灯）、ちせ（古木のぞみ）                                   | 「Gratitude」 | 劇場アニメ『プリンセス・プリンシパル Crown Handler』関連曲                               |
| 2020年4月29日  | 百華繚乱 弐                                                                                        | ざんなまぁ〜ず♪ | 「ざんなまのうた♪」 | ゲーム『天華百剣 -斬-』関連曲                                                            |
| 2021年5月26日  | キスイダ！                                                                                         | 如月玲於奈（竹達彩奈）、アリシア（ファイルーズあい）、ミザリサ（井澤詩織）、結城楓（古賀葵）                                               | 「キスイダ！」 | テレビアニメ『究極進化したフルダイブRPGが現実よりもクソゲーだったら』エンディングテーマ  |
| 2021年7月21日  | 百華繚乱 参                                                                                        | ざんなまぁ〜ず♪ | 「結絆華」 | ゲーム『天華百剣 -斬-』関連曲                                                            |
| 2021年10月27日 | アノーイング！さんさんウィーク！                                                                   | 五十嵐双葉（楠木ともり）、桜井桃子（早見沙織）、黒部夏美（青山玲菜）、月城モナ（古賀葵）                                                   | 「アノーイング！さんさんウィーク！」                                                                                       | テレビアニメ『先輩がうざい後輩の話』オープニングテーマ                                   |
| 2021年10月27日 | アノーイング！さんさんウィーク！                                                                   | 五十嵐双葉（楠木ともり）、桜井桃子（早見沙織）、黒部夏美（青山玲菜）、月城モナ（古賀葵）                                                   | 「アイドルソングうたってみた」                                                                                             | テレビアニメ『先輩がうざい後輩の話』関連曲                                               |
| 2022年4月27日  | KAGUYA ULTRA BEST                                                                                  | 白銀御行（古川慎）、四宮かぐや（古賀葵）                                                                                                   | 「ラブ・ドラマティック」                                                                                                   | テレビアニメ『かぐや様は告らせたい〜天才たちの恋愛頭脳戦〜』関連曲                       |
| 2022年4月27日  | KAGUYA ULTRA BEST                                                                                  | 四宮かぐや（古賀葵） | 「センチメンタルクライシス」                                                                                               | テレビアニメ『かぐや様は告らせたい〜天才たちの恋愛頭脳戦〜』関連曲                       |
| 2022年6月15日  | Ka☆Ku☆Go お命ちょーだい！                                                                          | 大真しのぶ（古賀葵）、細川弾丸子（田中美海）、田中稲（遠野ひかる）、リ・ウータオ（村瀬迪与）、エスメラルダ（紡木吏佐）                     | 「Ka☆Ku☆Go お命ちょーだい！」                                                                                              | ゲーム『対魔忍GOGO!』テーマソング                                                        |
| 2022年7月6日   | くノ一ツバキの胸の内 あかね組音楽集                                                                | シオン（長谷川育美）、スズラン（遠野ひかる）、アジサイ（古賀葵）                                                                           | 「あかね組活動日誌 ～丑班～」                                                                                              | テレビアニメ『くノ一ツバキの胸の内』エンディングテーマ                                   |
| 2022年7月6日   | くノ一ツバキの胸の内 あかね組音楽集                                                                | あかね組ねうしとらうたつみうまひつじさるとりいぬい                                                                                         | 「あかね組活動日誌 ～ねうしとらうたつみうまひつじさるとりいぬい大集合！～」                                                | テレビアニメ『くノ一ツバキの胸の内』エンディングテーマ                                   |
| 2022年9月19日  | ゆらゆらワンダフルワールド                                                                         | ゆらゆらシスターズ | 「ゆらゆらワンダフルワールド」                                                                                             | 『シャインポスト』関連曲                                                                 |
| 2022年12月14日 | Job for a Rockstar                                                                                 | She is Legend | 「ありふれたBattle Song 〜いつも戦闘は面倒だ〜」 「Muramasa Blade!」                                                       | ゲーム『ヘブンバーンズレッド』劇中歌                                                     |
| 2023年10月12日 | リンク～past and future～                                                                          | 秋里コノハ（古賀葵） | 「リンク～past and future～」                                                                                              | テレビアニメ『16bitセンセーション ANOTHER LAYER』エンディングテーマ                      |
| 2024年1月31日  | ひろがるスカイ！プリキュア ボーカルベスト 〜KIZUNA◇ダイアモンド〜                                  | キュアマジェスティ / プリンセス・エル（古賀葵）                                                                                            | 「おんなじ、だいじ」 | テレビアニメ『ひろがるスカイ!プリキュア』関連曲                                          |
| 2024年1月31日  | ひろがるスカイ！プリキュア ボーカルベスト 〜KIZUNA◇ダイアモンド〜                                  | キュアスカイ（関根明良）、キュアプリズム（加隈亜衣）、キュアウィング（村瀬歩）、キュアバタフライ（七瀬彩夏）、キュアマジェスティ（古賀葵） | 「FLY TOGETHER!!!!! 〜Halation Ver.〜」 「ヒロガリズム 〜Precure Quintet Ver.〜」                                          | テレビアニメ『ひろがるスカイ!プリキュア』関連曲                                          |
| 2024年3月27日  | TVアニメ「魔法少女にあこがれて」オリジナルサウンドトラック                                         | マジアベーゼ（和泉風花）、レオパルト（古賀葵）、ネロアリス（杉浦しおり）                                                                   | 「とげとげサディスティック」                                                                                               | テレビアニメ『魔法少女にあこがれて』エンディングテーマ                                   |
| 2024年3月27日  | TVアニメ「魔法少女にあこがれて」オリジナルサウンドトラック                                         | マジアベーゼ（和泉風花）、レオパルト（古賀葵）、ネロアリス（杉浦しおり）、ロコムジカ（相坂優歌）、ルベルブルーメ（津田美波）               | 「とげとげサディスティック」                                                                                               | テレビアニメ『魔法少女にあこがれて』エンディングテーマ                                   |
| 2024年4月24日  | Your Song                                                                                          | ノワール（古賀葵）、シエル（青山なぎさ）                                                                                                   | 「Your Song」 | テレビアニメ『SYNDUALITY Noir』挿入歌                                                    |
| 2024年4月24日  | Your Song【ノワール盤】                                                                            | ノワール（古賀葵） | 「Daydream -ノワール ver.-」 「眩惑Desire -ノワール ver.-」                                                                | テレビアニメ『SYNDUALITY Noir』関連曲                                                    |
| 2025年1月24日  | TVアニメ『SYNDUALITY Noir』ボーカルコレクション                                                    | ノワール（古賀葵） | 「Your Song -ノワール ver.-」                                                                                              | テレビアニメ『SYNDUALITY Noir』関連曲                                                    |
| 2025年4月11日  | 絶対王者チョコレート                                                                               | ゆらゆらシスターズ | 「絶対王者チョコレート」                                                                                                   | ゲーム『シャインポスト Be Your アイドル!』関連曲                                         |
| 2025年4月25日  | 僕たちには歌がある                                                                                 | ゆらゆらシスターズ | 「僕たちには歌がある」 | ゲーム『シャインポスト Be Your アイドル!』関連曲                                         |
| 2025年5月16日  | あの日の夢を                                                                                       | ゆらゆらシスターズ | 「あの日の夢を」 | ゲーム『シャインポスト Be Your アイドル!』関連曲                                         |
| 2025年5月28日  | 『ギルドの受付嬢ですが、残業は嫌なのでボスをソロ討伐しようと思います』 3 完全生産限定版Blu-ray&DVD | ルルリ・アシュフォード（古賀葵） | 「Embrace」 | テレビアニメ『ギルドの受付嬢ですが、残業は嫌なのでボスをソロ討伐しようと思います』関連曲 |
| 2025年7月2日   | monoのうた                                                                                         | シネフォト部 | 「メニメリ・メモリーズ！」                                                                                                 | テレビアニメ『mono』オープニングテーマ                                                   |
| 2025年7月2日   | monoのうた                                                                                         | シネフォト部 | 「Wonderers!!!」 | テレビアニメ『mono』関連曲                                                               |
| 2025年7月2日   | monoのうた                                                                                         | 霧山アン（古賀葵） | 「Happy Moviegenic!」 | テレビアニメ『mono』関連曲                                                               |
| 2025年10月1日  | 帝乃三姉妹と優の、キャラソン。                                                                     | 帝乃二琥（古賀葵） | 「One Road」 | テレビアニメ『帝乃三姉妹は案外、チョロい。』エンディングテーマ                           |
| 2025年10月1日  | 帝乃三姉妹と優の、キャラソン。                                                                     | 帝乃一輝（天海由梨奈）、帝乃二琥（古賀葵）、帝乃三和（青山吉能）                                                                           | 「3Piece Heart+1」 | テレビアニメ『帝乃三姉妹は案外、チョロい。』関連曲                                       |

### その他参加作品
| 発売日        | 商品名                                | 歌                                                                                     | 楽曲                                              | 備考                                    |
| ------------- | ------------------------------------- | -------------------------------------------------------------------------------------- | ------------------------------------------------- | --------------------------------------- |
| 2021年9月17日 | Onsen Theme song Collection album 1st | グッモーニンのむ（野村香菜子）、こがらしせんぷうまる（古賀葵）、まつ毛バサ美（南早紀） | 「のむこがみなみのうた」 「ぬるこがみなみのうた」 | Webラジオ『のむこがみなみ』テーマソング |

## ライブ

### 合同ライブ
| 出演日              | タイトル                            | 会場                           |
| ------------------- | ----------------------------------- | ------------------------------ |
| 2024年1月20日・21日 | 全プリキュア 20th Anniversary LIVE! | 横浜アリーナ（神奈川県）       |
| 2024年2月17日・18日 | ひろがるスカイ！プリキュア 感謝祭   | TOKYO DOME CITY HALL（東京都） |

## 書籍
- 古賀葵1st PHOTO BOOK「あおいろ。」（MOGURA ENTERTAINMENT、2021年2月14日発売）[251]

### コミック
- マンホール戦記アオイ（原案担当。毎週水曜日、WEB 週刊コロコロコミックにて連載）
  1. （2022年11月28日）、ISBN 978-4-09-143565-1
  2. （2023年4月28日）、電子書籍のみ
  3. （2023年8月28日）、電子書籍のみ